# 5 jaar later
5 jaar later is een televisieprogramma waarin Jeroen Pauw (seizoen 1 t/m 9) en Beau van Erven Dorens (seizoen 10) persoonlijke gesprekken voeren met bekende Nederlanders.
Een belangrijke rol in het programma spelen de interviews met de gasten die de presentator vijf jaar eerder heeft gemaakt. Fragmenten van het interview, dat al die tijd in een kluis is bewaard, worden in de uitzending getoond. De presentator bespreekt met de gast wat er uit is gekomen van de voorspellingen van toen. Ook wordt aandacht besteed aan nieuwsgebeurtenissen en beelden uit de afgelopen vijf jaar die de gast belangrijk vond.

## Werkwijze
Gemiddeld werden er per jaar negen tot dertien interviews opgenomen en daarvan werden er uiteindelijk vijf tot zes gebruikt voor 5 jaar later. Redenen dat er geen vervolggesprek kwam was dat iemand na vijf jaar geen zin meer had of geen ontwikkeling had doorgemaakt in zijn of haar carrière. Daarnaast kon een vervolggesprek met Conny Mus niet meer doorgaan, omdat hij binnen vijf jaar na het interview kwam te overlijden. Enkele interviews lagen echter al langer dan 5 jaar in de kluis. Voor het gesprek met Jeroen Pauw uit seizoen 10 werd een oud interview van 15 jaar geleden gebruikt.
De interviews van seizoen 1 t/m 7 werden opgenomen in een studio met publiek en werd gepresenteerd door Jeroen Pauw. Vanaf seizoen 8 werd het gesprek opgenomen op een locatie naar keuze, bijvoorbeeld bij de gast thuis.
Per 2018 verhuisde het programma naar RTL 4, omdat de NPO geen ruimte meer had voor het programma. De presentatie werd overgenomen door Beau van Erven Dorens. Wel bleef Jeroen Pauw het programma produceren. Van Erven Dorens gebruikte in 2018 de interviews uit het archief van Pauw. Daarnaast nam hij ook nieuwe interviews op, met de bedoeling dat deze 5 jaar later zouden worden gebruikt.

## Seizoenen
| Seizoen | Gasten | Uitzendperiode               |
| ------- | --- | ---------------------------- |
| 1       | Jan Marijnissen, Katja Schuurman, Frits Barend, Reinout Oerlemans, Frits Wester, Bridget Maasland en Mart Smeets. Ook Theo van Gogh was 5 jaar eerder geïnterviewd, maar vanwege zijn overlijden werden Van Goghs moeder, zijn zus en collega Gijs van de Westelaken geïnterviewd. | December 2008                |
| 2       | Jack Spijkerman, Maurice de Hond, Beau van Erven Dorens, Paul de Leeuw, Femke Halsema en Joop van den Ende. | December 2009                |
| 3       | Gerd Leers, Bernard Welten, Ayaan Hirsi Ali, Joost Eerdmans, Hilbrand Nawijn en Claudia de Breij. | Januari 2011                 |
| 4       | Alexander Pechtold, Chantal Janzen, Henk Kamp, Filemon Wesselink & Sophie Hilbrand, Jort Kelder en Lange Frans. | December 2011 / januari 2012 |
| 5       | Matthijs van Nieuwkerk, Bram Moszkowicz, Freek de Jonge, Jörgen Raymann, Ronald Plasterk en Hero Brinkman. | December 2012                |
| 6       | Youp van 't Hek, Jan Jaap van der Wal, Fleur Agema, Marco Borsato, Thomas Dekker en drie economen (Peter Paul de Vries, Jeroen Smit en Willem Middelkoop). | December 2013 / januari 2014 |
| 7       | Wilfred Genee, Jolande Sap, Ahmed Marcouch, Wesley Sneijder en Frans Bauer. | December 2014 / januari 2015 |
| 8       | Gordon, Emile Roemer, Jan Smit, Adriaan van Dis, Bert Koenders en Sven Kramer. | December 2015                |
| 9       | Antoine Bodar, Johan Derksen, Jeroen van Koningsbrugge, Heleen van Royen, Diederik Samsom en Ireen Wüst. | December 2016                |
| 10      | Jeroen Pauw, Bram Moszkowicz, Sacha de Boer, Linda de Mol, Jesse Klaver, Susan Smit, Epke Zonderland, Hugo Borst en Halina Reijn. | Januari 2018                 |

## Prijzen
In 2014 won Pauw voor zijn interview met Fleur Agema (27 december 2013) een Sonja Barend Award;
In 2017 werd de aflevering met Diederik Samsom bekroond met de televisieprijs De tv-beelden in de categorie Beste actuele programma.